# Pianosonate nr. 11 (Mozart)
Pianosonate nr. 11 in A majeur, KV 331, is een pianosonate van Wolfgang Amadeus Mozart. Hij schreef het stuk, dat circa 23 minuten duurt, waarschijnlijk in 1783. Maar andere data tot 1778 worden ook genoemd.

## Onderdelen
De sonate bestaat uit drie delen:
- I Andante grazioso
- II Menuetto
- III Alla Turca: allegretto

### Andante grazioso
Dit is het eerste deel van de sonate. Het stuk bestaat uit een thema met zes variaties. Het stuk heeft een 6/8-maat en staat grotendeels in A majeur. Alleen variatie drie staat in a mineur. Het duurt ongeveer 14 minuten.

### Menuetto
Dit is het tweede deel van de sonate. Het stuk heeft een 3/4-maat en staat in A majeur. Het trio staat in D majeur en heeft ook een 3/4-maat. Het stuk duurt ongeveer 6 minuten.

### Alla Turca: allegretto
Dit is het derde en laatste deel van de sonate. Het stuk heeft een 2/4-maat en staat in a mineur en A majeur. Het stuk bootst het geluid van een Mehter Marşı na. Naar dit stuk wordt vaak verwezen als "Turkse Mars".